# Huapai
Huapai est une localité située au nord-ouest de la cité d’Auckland dans l’île du Nord de la Nouvelle-Zélande.

## Situation
La route State Highway 16/S H 16 (en) et la ligne de chemin de fer de la ligne du nord d’Auckland (en) passent à travers la ville de Huapai.
La ville de Kumeu est adjacente vers l’est, celle de Riverhead est au nord-est, avec  celle de Waimauku vers l’ouest  , .

## Économie
La localité est une partie du district vinicole de Kumeu, avec du raisin planté initialement au niveau de Huapai par Nikola Nobilo (en) en 1943 .

## L’école de Huapai
L’école du district de Huapai est une école primaire mixte, allant des années 1 à 8, avec un  taux décile de 9 et un effectif de 436 élèves en 2013 .
L’école d’Huapai comporte actuellement 22 salles de classe et un effectif de 518 élèves.
L’école a un grand terrain et un  autre de taille moyenne, avec pour objectif la pratique respectivement du football et du rugby, et aussi 2 terrains de jeux, avec un terrain d'aventure, qui sera bientôt construit pour le coût de plus de 50.000  NZ$.
Il y a un circuit goudronné de vélos couvrant l'ensemble de la surface de l'école, ainsi qu’un tracé de BMX pour l’entraînement des élèves.
L’école a aussi un terrain de tennis/hockey, une piscine, une cour des drapeaux, une suite dédicacée à la musique, un système audio professionnel et bientôt un nouveau bâtiment pour l’administration, en construction, comportant une bibliothèque depuis octobre 2016.